# Teräsbetoni
Teräsbetoni (em finlandês, "Concreto reforçado") é uma banda de heavy metal da Finlândia.
O seu primeiro trabalho, Metallitotuus ("Verdade do metal"), foi apresentado em 2005 e vendeu mais de 32,000 copias. O Teräsbetoni é fortemente influenciado por bandas como Manowar.

## História
Jarkko Ahola, Arto Järvinen e Viljo Rantanen conheceram-se em 2002 e decidiram formar uma banda. Jari Kuokkanen juntou-se à banda como baterista em part time e só depois tornou-se um membro oficial. Foi Rantanen que escolheu o nome Teräsbetoni para a banda.
O Teräsbetoni gravou sua primeira música em 2003. No verão deste ano, publicaram em seu website as músicas Teräksen varjo ("A sombra do aço") e Maljanne nostakaa ("Ergue o teu brinde").
A banda começou a tornar-se popular nos circuitos underground. Alguns fãs reuniram cartões exigindo um contrato para a banda e os enviaram para diversas editoras.
Em 2003, o Teräsbetoni fez o seu primeiro concerto e uma nova versão de Taivas lyö tulta foi adicionada à página da banda.
Neste primeiro concerto a banda fez alguns covers de Ronnie James Dio e Manowar.
No final de 2004, a banda assinou contrato com a Warner Music Finland e gravaram o single Taivas lyö tulta, que foi tornado público em 2 de Fevereiro de 2005 e, durante a primeira semana, esteve nos primeiros lugares das paradas finlandesas.
Em janeiro de 2005, a banda começou as gravações do álbum Metallitotuus, apresentado em abril desse mesmo ano, tendo ficado em segundo lugar nas paradas finlandesas durante 29 semanas.
Taivas lyö tulta foi escolhida como última canção da equipa de hóquei finlandesa no torneio Karelian.
Metallitotuus chegou a platina (ou seja, mais de 30,000 cópias vendidas) em 2005, sendo a terceira banda de heavy metal mais conhecida da Finlândia nesse ano.
Em junho de 2006, foi apresentado o segundo álbum da banda, Vaadimme metallia ("Nós exigimos Metal"). No primeiro dia em que foi comercializado quase chegou a disco de ouro (15,000 álbuns vendidos).
Em 19 de Março de 2008, foi lançado o terceiro álbum da banda, Myrskyntuoja, que conta com o single Missä Miehet Ratsastaa, que representou a Finlândia na Eurovisão.
Em 20 de novembro de 2010, a banda lançou seu quarto álbum de estúdio, Maailma tarvitsee sankareita.
A banda está interessada em atuar fora da Finlândia, pois participou apenas de um concerto internacional, no Wacken Open Air em 2005.

## Eurovisão 2008
Em 1 de março de 2008, o Teräsbetoni foi escolhido com a música Missä Miehet Ratsastaa ("Onde os homens cavalgam"), para representar a Finlândia no Festival Eurovisão da Canção 2008.
A primeira semifinal, na qual a banda participou em 20 de maio de 2008, tendo sido apurada para a final, obtendo o 8º lugar e 79 pontos. A final não foi tão feliz, terminando em 22º lugar e apenas obtivendo 35 pontos.

## Membros
- Jarkko Ahola - vocais, baixo
- Arto Järvinen - guitarra, vocais
- Viljo Rantanen - guitarra
- Jari Kuokkanen - bateria

## Discografia

### Álbuns
- Metallitotuus (2005)
- Vaadimme metallia (2006)
- Myrskyntuoja (2008)
- Maailma Tarvitsee Sankareita (2010)

### Singles
- Taivas lyö tulta (2005)
- Orjatar (2005)
- Vahva kuin metalli (2005)
- Älä mene metsään (2006)
- Viimeinen tuoppi (2006)
- Missä miehet ratsastaa (2008)